# Albert Bernays
Albert James Bernays (* 1823 in London; † 5. Januar 1892 in Brixton) war ein englischer Lebensmittelchemiker.
Bernays war der Sohn von Adolphus Bernays, einem Lehrer für Moderne Sprachen am King’s College London. Dieses besuchte auch Albert Bernays.
Er setzte seine Studien in Bonn und Gießen fort. In Bonn wurde er Mitglied des Bonner Wingolf. In Gießen studierte er bei Carl Remigius Fresenius und Justus Liebig. 1845 wurde er  mit einer Arbeit über Bitterstoffe in den Kernen von Orangen und Limonen promoviert. Sodann wurde er Lehrer und Forscher in Derby. Dort wurde er bekannt mit Forschungsarbeiten zur Lebensmittelhygiene. 1852 erschien die 1. Ausgabe seines Werkes Household Chemistry.
1855 erhielt er einen Lehrauftrag am St. Mary’s Hospital in London, den er 1868 aufgab und eine gleichartige Stelle am St. Thomas Hospital übernahm, die er bis zu seinem Tod innehatte.
Bernays war Mitglied der Chemical society und des Institute of Chemistry.
Er starb im Jahre 1892 in Brixton an einer Bronchitis.
Bernays war ein beliebter Lehrer und zeigte großes Interesse für soziale Belange. Er beschäftigte sich auch mit der Atemluft in Bergwerken und entwickelte Filter zur Luftreinigung.
Er war verheiratet mit Ellen Labatt, Tochter Benjamin Evans.